# Atletica leggera ai XXIV Giochi centramericani e caraibici
Le gare di atletica leggera ai XXIV Giochi centramericani e caraibici sono state disputate dal 2 luglio al 7 luglio 2023 presso lo Stadio Jorge "Mágico" González a San Salvador.
Complessivamente sono state disputate 47 competizioni.
A causa della sospensione del Comitato Olimpico Guatemalteco del 2022, gli atleti del Guatemala hanno gareggiato sotto la bandiera del Centro Caribe Sports.

## Calendario
Il calendario delle gare è il seguente:
| ● | Finali |

| Giugno | Giugno | Giugno | Giugno | Giugno | Giugno | Giugno | Luglio | Luglio | Luglio | Luglio | Luglio | Luglio |    |    |    |
| 23     | 24     | 25     | 26     | 27     | 28     | 29     | 30     | 01     | 02     | 03     | 04     | 05     | 06 | 07 | 08 |
|        |        |        |        |        |        |        |        |        | 4      | 8      | 6      | 9      | 11 | 9  |    |

## Risultati

### Uomini
| Evento                 | Oro                                                                             | Prestazione | Argento                                                                           | Prestazione | Bronzo                                                                 | Prestazione |
| Corse piane            |                                                                                 |             |                                                                                   |             |                                                                        |             |
| 100 m                  | Emanuel Archibald                                                               | 10"24       | José González                                                                     | 10"26       | Rikkoi Brathwaite                                                      | 10"26       |
| 200 m                  | Alexander Ogando                                                                | 19"99       | Carlos Palacios                                                                   | 20"37       | Alonso Edward                                                          | 20"46       |
| 400 m                  | Jereem Richards                                                                 | 44"54       | Michael Joseph                                                                    | 44"90       | Gilles Biron                                                           | 45"06       |
| 800 m                  | Handal Roban                                                                    | 1'45"93     | Ryan Sánchez                                                                      | 1'46"86     | Ferdy Agramonte                                                        | 1'47"46     |
| 1 500 m                | Fernando Martínez                                                               | 3'43"47     | Robert Napolitano                                                                 | 3'43"86     | Dage Minors                                                            | 3'45"12     |
| 5 000 m                | Hector Pagan                                                                    | 14'07"17    | Diego Garcia                                                                      | 14'11"12    | Carlos Sanmartin                                                       | 14'14"08    |
| 10 000 m               | Victor Zambrano                                                                 | 29'39"30    | Iván González                                                                     | 29'40"71    | Mario Pacay                                                            | 29'43"97    |
| Corse ad ostacoli      |                                                                                 |             |                                                                                   |             |                                                                        |             |
| 110 m ostacoli         | Shane Brathwaite                                                                | 13"64       | Rasheem Brown                                                                     | 13"64       | Jeanice Laviolette                                                     | 13"82       |
| 400 m ostacoli         | Pablo Ibañez                                                                    | 49"34       | Guillermo Campos                                                                  | 49"55       | Juander Santos                                                         | 49"61       |
| 3 000 m siepi          | Carlos Sanmartin                                                                | 8'50"15     | César Gomez                                                                       | 8'50"68     | Carlos Santos                                                          | 8'51"92     |
| Salti                  |                                                                                 |             |                                                                                   |             |                                                                        |             |
| Salto in alto          | Luis Castro                                                                     | 2,25 m      | Luis Zayas                                                                        | 2,25 m      | Shaun Miller Jr.                                                       | 2,22 m      |
| Salto con l'asta       | Jorge Luna                                                                      | 5,40 m      | Victor Castillero                                                                 | 5,30 m      | Jose Nieto                                                             | 5,30 m      |
| Salto in lungo         | Alejandro Parada                                                                | 7,88 m      | Jordan Turner                                                                     | 7,65 m      | Tristan James                                                          | 7,65 m =    |
| Salto triplo           | Lázaro Martínez                                                                 | 17,51 m     | Cristian Nápoles                                                                  | 17,11 m     | Leodán Torrealba                                                       | 16,41 m     |
| Lanci                  |                                                                                 |             |                                                                                   |             |                                                                        |             |
| Getto del peso         | Uziel Muñoz                                                                     | 20,81 m     | Jairo Moran                                                                       | 19,18 m     | Djimon Gumbs                                                           | 19,00 m     |
| Lancio del disco       | Mario Díaz                                                                      | 62,57 m     | Mauricio Ortega                                                                   | 61,67 m     | Jorge Fernández                                                        | 59,97 m     |
| Lancio del martello    | Jerome Vega                                                                     | 74,83 m     | Diego Del Real                                                                    | 74,57 m     | Miguel Zamora                                                          | 72,63 m     |
| Lancio del giavellotto | Keshorn Walcott                                                                 | 83,60 m     | David Carreon                                                                     | 78,03 m     | Elvis Graham                                                           | 76,43 m     |
| Prove multiple         |                                                                                 |             |                                                                                   |             |                                                                        |             |
| Decathlon              | Ayden Owens-Delerme                                                             | 8281 p.     | Ken Mullings                                                                      | 8060 p.     | Yariel Soto                                                            | 7762 p.     |
| Decathlon              | Ayden Owens-Delerme                                                             | 8281 p.     | Ken Mullings                                                                      | 8060 p.     | Jose Paulino                                                           | 7762 p.     |
| Prove su strada        |                                                                                 |             |                                                                                   |             |                                                                        |             |
| Mezza maratona         | Alberto Gonzalez                                                                | 1h03'50"    | Jose González                                                                     | 1h04'23"    | Juan Barrios                                                           | 1h05'13"    |
| Marcia 20 km           | José Doctor                                                                     | 1h22'35"    | Cesar Herrera                                                                     | 1h22'37"    | Noel Chama                                                             | 1h23'09"    |
| Staffette              |                                                                                 |             |                                                                                   |             |                                                                        |             |
| Staffetta 4×100 m      | Trinidad e Tobago Carlon Hosten Kion Benjamin Eric Harrison Jr. Devin Augustine | 38"30       | Rep. Dominicana Christopher Valdez José González Erick Sánchez Yancarlos Martínez | 38"61       | Venezuela David Vivas Rafael Vasquez Alexis Nieves Bryant Alamo        | 39"13       |
| Staffetta 4×400 m      | Trinidad e Tobago Renny Quow Che Lara Machel Cedenio Jereem Richards            | 3'01"99     | Barbados Kyle Gale Rasheeme Griffith Rivaldo Leacock Desean Boyce                 | 3'02"12     | Rep. Dominicana Ezequiel Suarez Juander Santos Robert King Lidia Feliz | 3'02"19     |

### Donne
| Evento                 | Oro                                                               | Prestazione | Argento                                                                          | Prestazione. | Bronzo                                                                          | Prestazione   |
| Corse piane            |                                                                   |             |                                                                                  |              |                                                                                 |               |
| 100 m                  | Julien Alfred                                                     | 11"14 =     | Yanique Dayle                                                                    | 11"39        | Yunisleydis García                                                              | 11"50         |
| 200 m                  | Yanique Dayle                                                     | 22"80       | Yunisleydis García                                                               | 23"05        | Fiordaliza Cofil                                                                | 23"07         |
| 400 m                  | Marileidy Paulino                                                 | 49"95       | Roxana Gómez                                                                     | 51"23        | Gabriella Scott                                                                 | 51"51         |
| 800 m                  | Rose Almanza                                                      | 2'01"75     | Sahily Diago                                                                     | 2'02"81      | Shafiqua Maloney                                                                | 2'04"98       |
| 1 500 m                | Joselyn Brea                                                      | 4'10"39     | Sahily Diago                                                                     | 4'11"07      | Daily Cooper                                                                    | 4'11"25       |
| 5 000 m                | Joselyn Brea                                                      | 15'10"60    | Laura Galvan                                                                     | 15'12"61     | Alma Cortes                                                                     | 15'59"21      |
| 10 000 m               | Laura Galvan                                                      | 33'12"28    | Viviana Aroche                                                                   | 33'38"44     | Citlali Cristian                                                                | 33'40"43      |
| Corse ad ostacoli      |                                                                   |             |                                                                                  |              |                                                                                 |               |
| 100 m ostacoli         | Jasmine Camacho-Quinn                                             | 12"61       | Greisys Roble                                                                    | 12"94        | Andrea Vargas                                                                   | 13"02         |
| 400 m ostacoli         | Zurian Hechevarría                                                | 55"52       | Gianna Woodruff                                                                  | 56"15        | Daniela Rojas                                                                   | 56"58         |
| 3 000 m siepi          | Alondra Negron                                                    | 10'14"34    | Arian Chia                                                                       | 10'24"04     | Stefany López                                                                   | 10'27"20      |
| Salti                  |                                                                   |             |                                                                                  |              |                                                                                 |               |
| Salto in alto          | Marysabel Senyu                                                   | 1,86 m =    | Glenka Antonia                                                                   | 1,84 m =     | Dacsy Brisón                                                                    | 1,81 m        |
| Salto in alto          | Marysabel Senyu                                                   | 1,86 m =    | Glenka Antonia                                                                   | 1,84 m =     | Marys Patterson                                                                 | 1,81 m        |
| Salto con l'asta       | Robeilys Peinado                                                  | 4,60 m      | Aslín Quiala                                                                     | 4,30 m       | Non assegnato                                                                   | Non assegnato |
| Salto con l'asta       | Robeilys Peinado                                                  | 4,60 m      | Katherin Castillo                                                                | 4,30 m       | Non assegnato                                                                   | Non assegnato |
| Salto in lungo         | Natalia Linares                                                   | 6,86 m      | Leyanis Pérez Hernández                                                          | 6,65 m       | Alysbeth Felix                                                                  | 6,44 m        |
| Salto triplo           | Yulimar Rojas                                                     | 15,16 m     | Leyanis Pérez Hernández                                                          | 14,98 m      | Liadagmis Povea                                                                 | 14,85 m       |
| Lanci                  |                                                                   |             |                                                                                  |              |                                                                                 |               |
| Getto del peso         | Rosa Ramirez                                                      | 17,89 m     | Danielle Sloley                                                                  | 16,81 m      | Layselis Jiménez                                                                | 16,79 m       |
| Lancio del disco       | Silinda Morales                                                   | 61,95 m     | Alma Pollorena                                                                   | 55,58 m      | Adrienne Adams                                                                  | 55,43 m       |
| Lancio del martello    | Rosa Rodríguez                                                    | 71,62 m     | Erica Belvit                                                                     | 70,04 m      | Mayra Gaviria                                                                   | 68,61 m       |
| Lancio del giavellotto | Flor Ruiz                                                         | 60,52 m     | María Murillo                                                                    | 58,92 m      | Lux Castro                                                                      | 57,50 m       |
| Prove multiple         |                                                                   |             |                                                                                  |              |                                                                                 |               |
| Eptathlon              | Marys Patterson                                                   | 5978 p.     | Martha Araujo                                                                    | 5960 p.      | Alysbeth Felix                                                                  | 5860 p.       |
| Prove su strada        |                                                                   |             |                                                                                  |              |                                                                                 |               |
| Mezza maratona         | Joselyn Brea                                                      | 1h15'04"    | Margarita Hernandez                                                              | 1h15'10"     | Angie Orjuela                                                                   | 1h15'19"      |
| Marcia 20 km           | Alejandra Ortega                                                  | 1h35'43"    | María Peinado                                                                    | 1h35'59"     | Maritza Poncio                                                                  | 1h36'25"      |
| Staffette              |                                                                   |             |                                                                                  |              |                                                                                 |               |
| Staffetta 4×100 m      | Cuba Laura Moreira Enis Pérez Yarima García Yunisleidy García     | 43"17       | Trinidad e Tobago Sanaa Frederick Akilah Lewis Reyare Thomas Leah Bertrand       | 44"43        | Rep. Dominicana Liranyi Alonso Marileidy Paulino Anabel Medina Darianny Jimenez | 43"45         |
| Staffetta 4×400 m      | Cuba Zurian Hechevarría Rose Almanza Lisneidy Veitía Roxana Gómez | 3'26"08     | Rep. Dominicana Mariana Perez Anabel Medina Franshina Martinez Marileidy Paulino | 3'27"84      | Colombia Lina Licona Melany Bolaño Valeria Cabezas Evelis Aguilar               | 3'31"16       |

### Misti
| Evento            | Oro                                                                         | Prestazione | Argento                                                            | Prestazione. | Bronzo                                                          | Prestazione |
| Staffette         |                                                                             |             |                                                                    |              |                                                                 |             |
| Staffetta 4×400 m | Rep. Dominicana Alexander Ogando Fiordaliza Cofil Lidio Feliz Anabel Medina | 3'14"81     | Cuba Leonardo Castillo Roxana Gómez Yoandys Lescay Lisneidy Veitía | 3'16"97      | Colombia Raul Mena Lina Licona Jhonatan Rodiguez Aguilar Evelis | 3'20"36     |

## Medagliere
| Posizione | Paese                     | Oro | Argento | Bronzo | Totale |
| --------- | ------------------------- | --- | ------- | ------ | ------ |
| 1         | Cuba                      | 9   | 11      | 8      | 28     |
| 2         | Messico                   | 7   | 11      | 5      | 23     |
| 3         | Porto Rico                | 6   | 2       | 4      | 12     |
| 4         | Venezuela                 | 6   | 0       | 2      | 8      |
| 5         | Rep. Dominicana           | 5   | 3       | 6      | 14     |
| 6         | Trinidad e Tobago         | 4   | 1       | 0      | 5      |
| 7         | Colombia                  | 3   | 8       | 7      | 18     |
| 8         | Giamaica                  | 1   | 4       | 2      | 7      |
| 9         | Centro Caribe Sports      | 1   | 2       | 2      | 5      |
| 10        | Barbados                  | 1   | 1       | 0      | 2      |
| 10        | Saint Lucia               | 1   | 1       | 0      | 2      |
| 12        | El Salvador               | 1   | 0       | 1      | 2      |
| 12        | Saint Vincent e Grenadine | 1   | 0       | 1      | 2      |
| 14        | Guyana                    | 1   | 0       | 0      | 1      |
| 15        | Bahamas                   | 0   | 1       | 1      | 2      |
| 15        | Panama                    | 0   | 1       | 1      | 2      |
| 17        | Curaçao                   | 0   | 1       | 0      | 1      |
| 17        | Isole Cayman              | 0   | 1       | 0      | 1      |
| 19        | Costa Rica                | 0   | 0       | 2      | 2      |
| 19        | Isole Vergini Britanniche | 0   | 0       | 2      | 2      |
| 21        | Bermuda                   | 0   | 0       | 1      | 1      |
| 21        | Dominica                  | 0   | 0       | 1      | 1      |
| 21        | Guadalupa                 | 0   | 0       | 1      | 1      |
| 21        | Martinica                 | 0   | 0       | 1      | 1      |
| Totale    | Totale                    | 47  | 48      | 48     | 143    |